# ليتو فيديجال
ليتو فيديجال (بالبرتغالية: José Carlos Fernandes Vidigal‏) (11 يوليو 1969 أنغولا - ) هو لاعب كرة قدم أنغولي، يلعب كمدافع، شارك في كأس الأمم الأفريقية 1998.

## روابط خارجية
- ليتو فيديجال على موقع الاتحاد الدولي (مؤرشف)  (الإنجليزية)
- ليتو فيديجال على موقع قاعدة بيانات كرة القدم.إي يو (الإنجليزية)
- ليتو فيديجال على موقع ناشيونال فوتبول تيمز (الإنجليزية)